# ミスシェフ
- ミスチフ

ミスシェフ（MsChif）、本名レイチェル・コリンズ（Rachel Collins、女性、1976年6月11日 - ）は、アメリカ合衆国のプロレスラー。米国内のインディ団体を転戦し、イングランドや日本の団体にも参戦した経験がある。2001年にデビューし、米国のインディ団体を中心に活動。英国や日本の団体にも参戦した経験を持つ。
2008年から2010年の約2年間にわたり、NWA世界女子王座、SHIMMER王座、NWAミッドウェスト女子王座の3冠を保持し続けるという長期政権を築いた。PWI Women's 250では2008年に5位、2009年に4位に選ばれている。

## 来歴
2001年7月19日、Gateway Championship Wrestling (GCW) でデビュー。
2004年よりNWAを主戦場とする。
2005年5月7日、NWAミッドウエスト&IWAミッドサウス女子王座をデイジー・ヘイズから奪取。
11月、SHIMMER初参戦。初戦ではチアリーダー・メリッサを降す。その後、SHIMMER及びROHでメリッサとタッグを組む。
2006年6月24日、サンフランシスコにて遠征中の田村欣子が持つNWA女子パシフィック王座&NEO認定シングル王座に挑戦したが、奪取ならず。
8月に初来日し、8月20日に開かれたレッスルエキスポ2006のWWWCトーナメントに参戦。決勝まで勝ち上がるも田村欣子にまたしても敗れる。
2007年1月27日、クリスティ・リッチからNWA世界女子王座奪取に成功。しかし、5月5日、アメージング・コングに奪取される。
2008年4月16日、SHIMMER王座をサラ・デル・レイから奪取。
2010年4月11日、マディソン・イーグルに敗れ失冠。
2012年10月、6年ぶりに来日してJoshi 4 Hopeに参戦、ヘイリー・ヘイトレッドが持つREMIX王座に挑戦するも敗退。

## 人物
元夫は同じくプロレスラーのマイケル・エルガン。

## 得意技
- Code Green (Leg trap sunset flip powerbomb)[8]
- Desecrator (Scissored DDT)[9]
- Obliteration (Super reverse tombstone piledriver)[8]

## タイトル歴
CWA
- CWAタッグ王座

GCW
- GCWライトヘビー級王座

NWA
- NWA世界女子王座（第23代）
- NWAミッドウエスト/IWAミッドサウス女子王座
- NWAミッドウエスト女子王座

SWA
- SHIMMER王座（第2代）